# Psilopa irregularis
Psilopa irregularis är en tvåvingeart som beskrevs av Malloch 1934. Psilopa irregularis ingår i släktet Psilopa och familjen vattenflugor.
Artens utbredningsområde är Samoa. Inga underarter finns listade i Catalogue of Life.